# Hsu Mo
Hsu Mo (徐谟) (Suzhou, 22 oktober 1893 - Den Haag, 28 juni 1956) was een Chinees-Taiwanees politicus, diplomaat en rechtsgeleerde. Hij was hoogleraar internationaal recht en internationale betrekkingen en werkte als jurist voor en minister van het Ministerie van Buitenlandse Zaken. Na een diplomatieke vervolgcarrière werd hij rechter van het Internationale Gerechtshof.

## Levensloop
Hsu studeerde rechten aan de Peiyang-universiteit en de George Washington-universiteit. Hij promoveerde tot doctor aan de Universiteit van Melbourne in Australië.
In de jaren twintig was hij werkzaam als hoogleraar internationaal recht en internationale betrekkingen aan de Universiteit van Nankai en later rechter voor verschillende regionale rechtbanken.
Sinds 1928 werkte hij voor het Ministerie van Buitenlandse Zaken van de Republiek China, aanvankelijk als adviseur en later als directeur van de Europees-Amerikaanse en de Aziatische afdeling. Drie jaar later werd hij plaatsvervangend Minister van Buitenlandse Zaken. Deze functie oefende hij tien jaar lang uit, waarna hij in 1941 werd benoemd tot buitengewoon en gevolmachtigd gezant in Australië. Van 1944 tot 1946 was hij ambassadeur in Turkije.
Na afloop van de Tweede Wereldoorlog nam hij in 1945 in Washington D.C. deel aan de commissie die het statuut voor het Internationale Gerechtshof formuleerde. Daarnaast was hij rapporteur voor de commissie die hoofdstuk VI van het Handvest van de Verenigde Naties samenstelde, het hoofdstuk dat de regelingen beschrijft voor vreedzame oplossing van geschillen.
In 1946 werd hij gekozen tot rechter van het Internationale Gerechtshof in Den Haag. Hier bleef hij aan tot zijn dood in 1956. Hij werd opgevolgd door zijn landgenoot Wellington Koo. Hsu was sinds 1948 lid van het Institut de Droit International.